# Abietaceae
Abietaceae  Gray , no Sistema de Classificação de Wettstein é uma família botânica pertencente à ordem Pinales.

## Gêneros
No Sistema de Classificação APG II, de 2003 a família Abietaceae foi renomeada para Pinaceae, permanecendo na ordem Pinales.